# Bokon
Bokon is een bestuurslaag in het regentschap Timor Tengah Utara van de provincie Oost-Nusa Tenggara, Indonesië. Bokon telt 422 inwoners (volkstelling 2010).